# Hugh William Williams

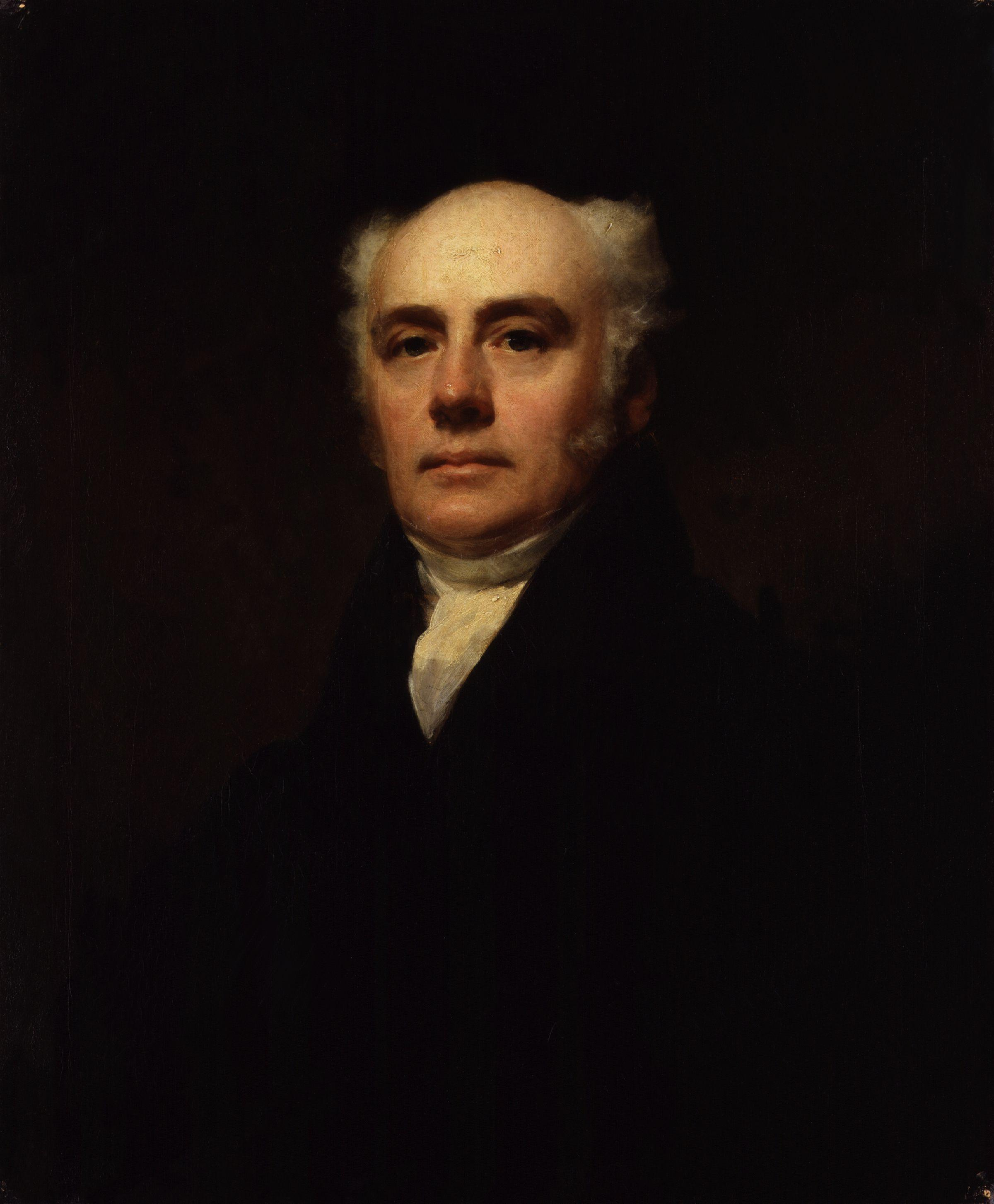
Hugh William Williams, portrträtiert von Sir Henry Raeburn um 1818.

Hugh William Williams (auch als Hugh ‘Grecian’ Williams geläufig) (* 1773; † 3. Juni 1829 in Edinburgh) war ein schottischer Landschaftsmaler mit walisischen Wurzeln.

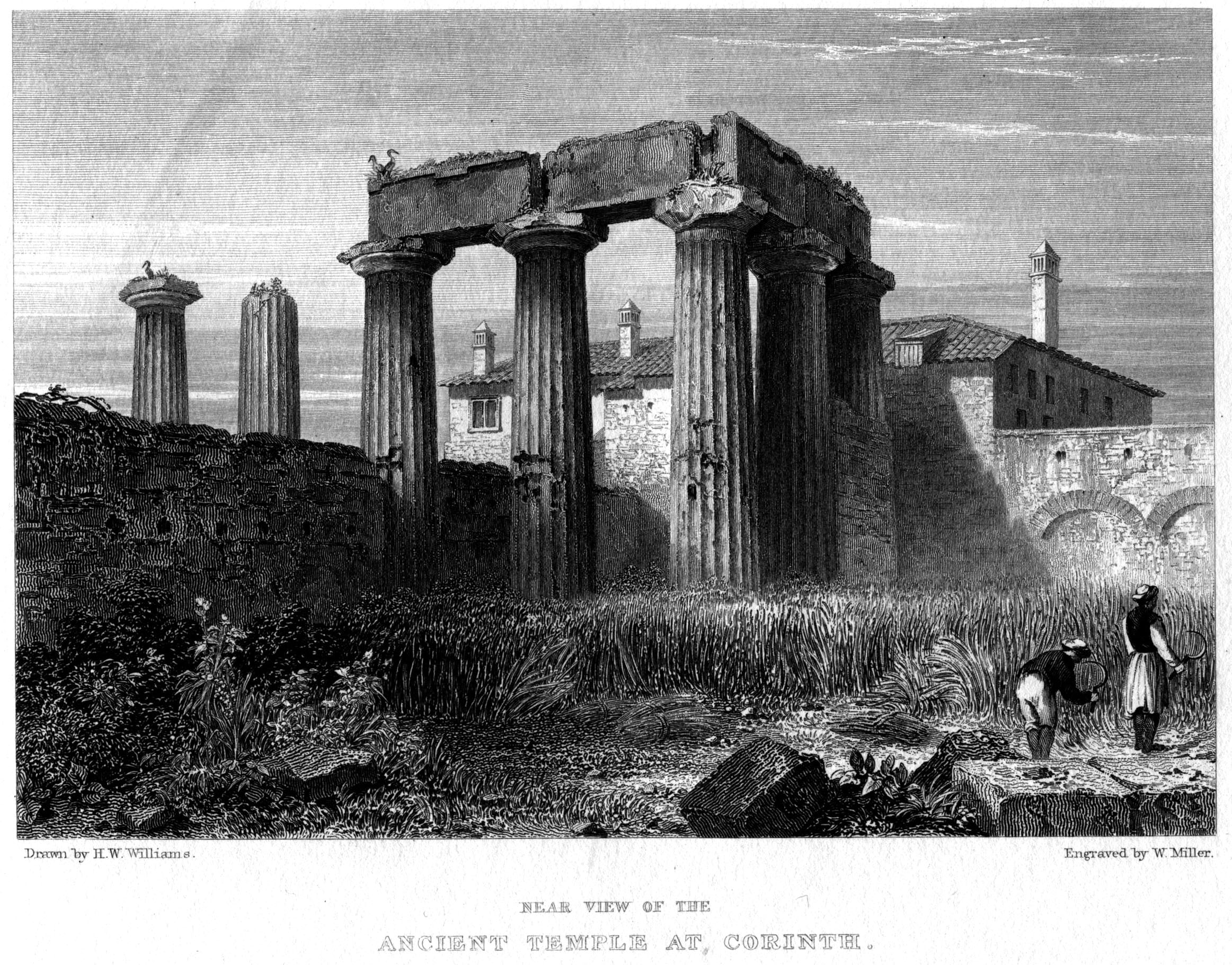
Antiker Tempel in Korinth; Stich von Miller nach Williams.

## Leben
Williams war der Sohn von Captain Williams und dessen Frau, einer Tochter des Vizegouverneurs von Gibraltar Colonel Lewis. Er wurde während einer Seereise nach Westindien auf dem Schiff seines Vaters geboren. Nachdem seine Eltern frühzeitig gestorben waren, zog ihn seine in Edinburgh lebende Großmutter auf. Dort besuchte er Alexander Nasmyths private Zeichenschule und widmete sich frühzeitig der Landschaftsmalerei.
Als erfolgreicher Künstler, bekannt für seine romantischen Ansichten, hatte sich Williams ausschließlich der Aquarellmalerei verschrieben und widmete sich erst ab 1810 auch der Ölmalerei. Er arbeitete in diesen Jahren in Glasgow, Arran und Argyllshire sowie an der Ostküste Schottlands.

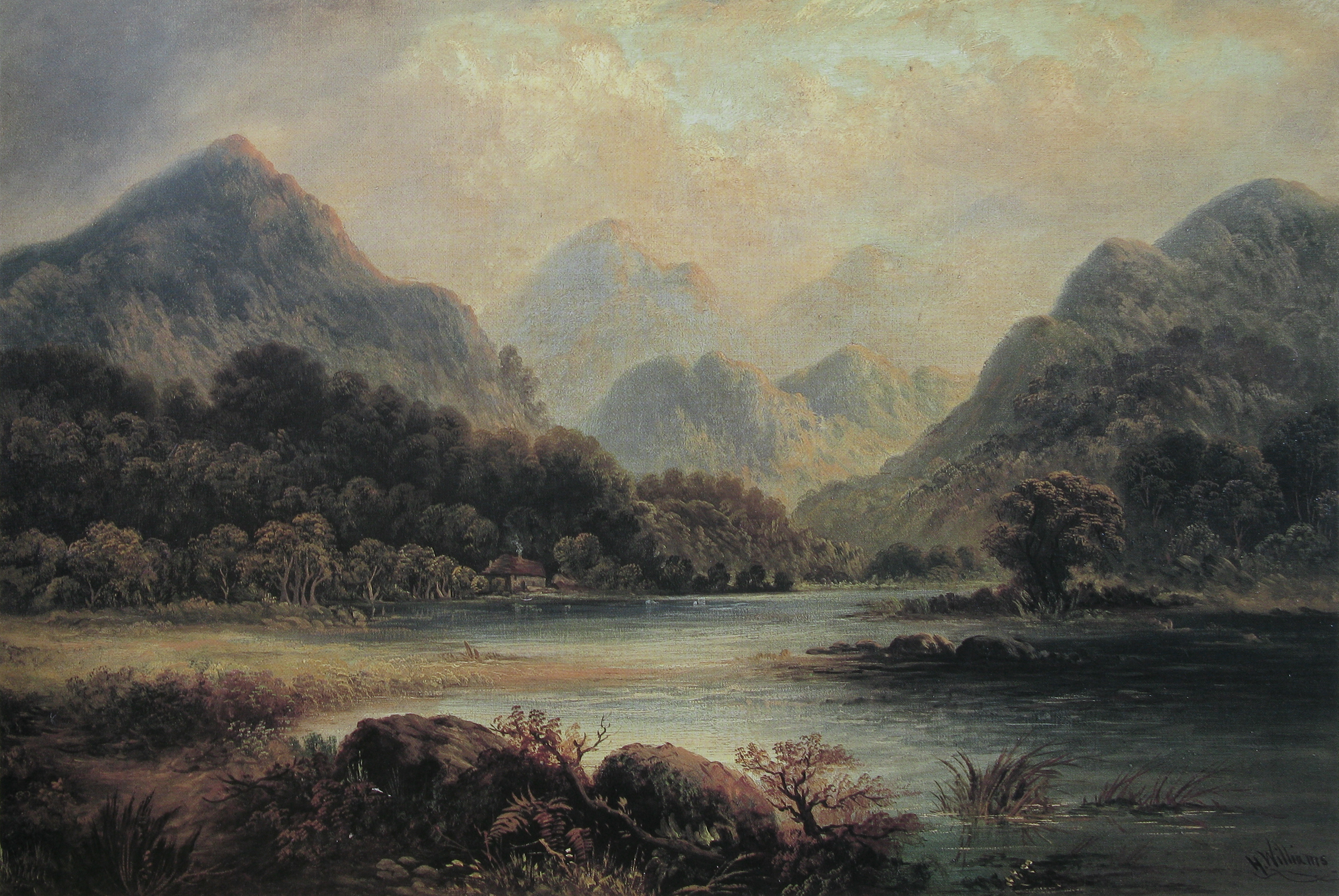
Glen Coe in Schottland

Zwischen 1816 und 1818 führte ihn eine ausgedehnte Studienreise über die Schweiz nach Italien und Griechenland sowie auf die Griechischen Inseln. Zurück in Schottland publizierte er eine zweibändige Reisebeschreibung. Mit großer Begeisterung wurden seine 1822 in Edinburgh ausgestellten Ansichten von Griechenland aufgenommen, auf die sein Beiname 'Grecian' zurückzuführen ist. 1829 erschienen noch zwei weitere druckgrafische Werke mit seinen Landschaftsdarstellungen.
1824 wurde er zum Mitglied (Fellow) der Royal Society of Edinburgh gewählt.